# Gynoplistia cultrata
Gynoplistia cultrata är en tvåvingeart som beskrevs av Alexander 1928. Gynoplistia cultrata ingår i släktet Gynoplistia och familjen småharkrankar. Inga underarter finns listade i Catalogue of Life.